# Campoletis mitis
Campoletis mitis là một loài tò vò trong họ Ichneumonidae.